# Raimund Vogler

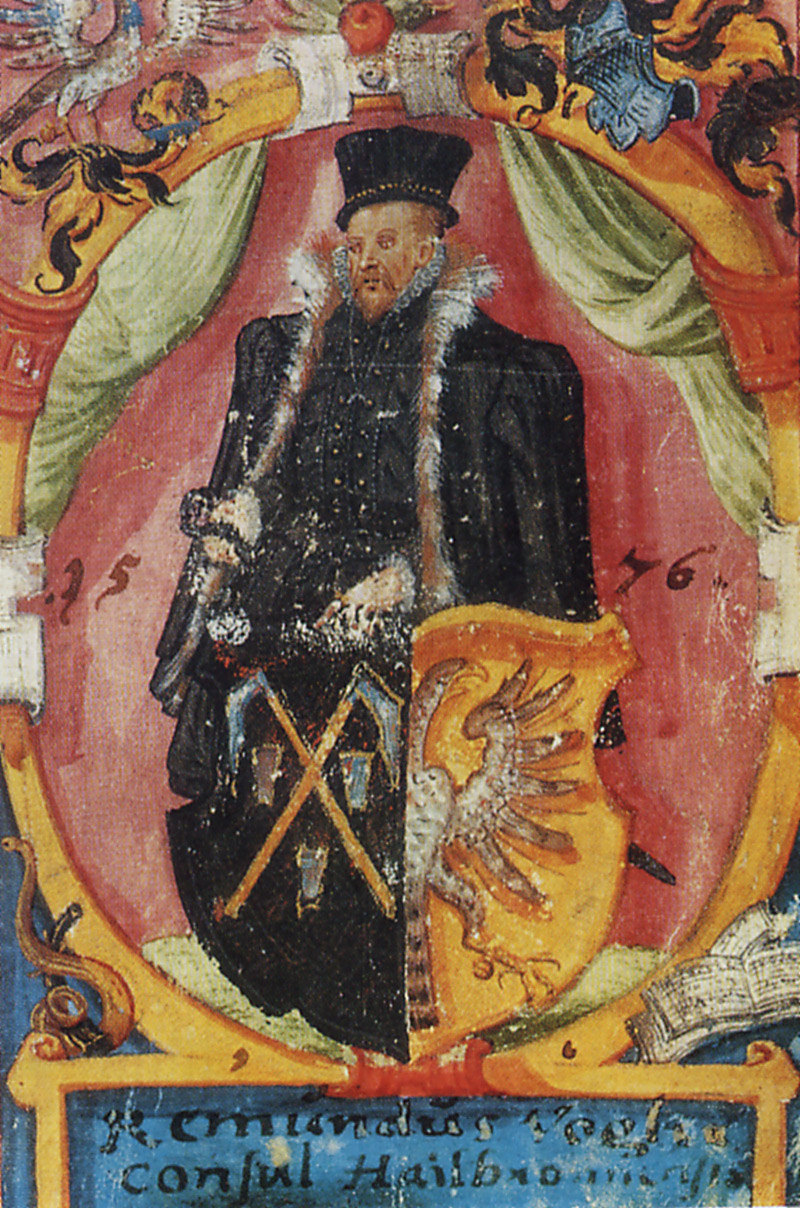
Porträt des Raimund Vogler im Voglerschen „Gebetbuch“ von 1575/76

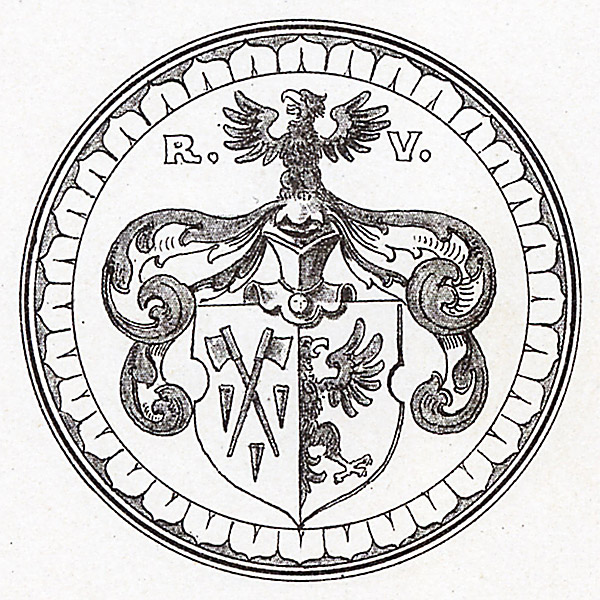
Raimund Voglers Wappen

Raimund Vogler (* um 1528 in Heilbronn; † 1588 ebenda) war Bürgermeister der Stadt Heilbronn von 1585 bis 1588.

## Leben
Raimund Vogler entstammte einer bedeutenden Heilbronner Kaufmannsfamilie. Raimunds Großvater Balthasar Vogler heiratete Ottilia Speydel, eine Tochter von Leonhard Speydel, Inhaber des Heilbronner Handelshauses Speydel (Eisen- und Tuchgeschäft), das im 15. Jahrhundert im Maulbronner Hof bestand, und wurde nach dem Tod des Schwiegervaters Mitinhaber des Handelshauses. Raimunds Vater war der Ratsherr Caspar Vogler, der kurz nach der Geburt des Sohnes 1530 am Englischen Schweiß verstarb. Raimunds Mutter ging darauf eine zweite Ehe mit Mathis Schnepff, Bruder des Pfarrers und Reformators Erhard Schnepff, ein. Raimund verbrachte seine Jugendzeit vermutlich im Hause Schnepff und studierte dann an der Universität Tübingen, wo er 1543 und 1551 in den Matrikeln erscheint. Zurück in Heilbronn heiratete er Anna Lachmann, Tochter des Pfarrers und Reformators Johannes Lachmann. Über seinen Beruf ist nichts bekannt, vermutlich folgte er seinen Vorfahren als Kaufmann.
Vogler war 1559 Mitglied des Gerichts und gehörte seit 1569 dem kleinen, inneren Rat („von den burgern“) an, war ab 1574 Steuerherr und ab 1585 Bürgermeister von Heilbronn.
Bis in die heutige Zeit hat sich das so genannte Vogler’sche Gebetbuch erhalten. Dabei handelt es sich um ein in spätgotischer Fraktur handgeschriebenes Glaubensbekenntnis mit dem Titel Verzeichnis der Zeugnißen H. Schrifft und der alten reinen Kirchen Lehrer. Das Buch hat ein Format von 10 × 11,5 cm, umfasst knapp 350 Pergamentseiten und ist in mit goldenen Prägungen verziertes Leder gebunden. Die Titelseite ist in goldenen Lettern mit dem lateinischen Hexameter SIM PLICITAS RECTUMQUE TUUM ME CHRISTE GUBERNET verziert, darunter die Jahreszahl 1575 und die Initialen R. V. Im Buch befinden sich mehrere farbige Miniaturen. Auf der zwölften Seite ist Raimund Vogler in einem Ovalmedaillon hinter dem Familienwappen stehend abgebildet. Das Bild ist mit Raimund Vogler consul Heilbronnensis bezeichnet und auf 1576 datiert. In der unteren rechten Ecke liegt ein aufgeschlagenes Notenheft, das möglicherweise Hinweis auf Voglers Beschäftigung mit Musik gibt. Der Heilbronner Organist Johann Woltz wurde 1573 Pate eines Vogler-Sohns. Eine weitere Miniatur zeigt die häusliche Erziehung in einem Patrizierhaus, vermutlich ist darin abermals Vogler mit seiner Frau und vier Kindern dargestellt. Ein dem Vogler-Porträt ähnliches Medaillon zeigt den Heilbronner Prediger Johann Straub (Prediger an der Kilianskirche von 1565 bis 1603) mit seinem einen Strauß zeigenden Wappenbild. Außerdem gibt es einige Miniaturen mit biblischen Szenen sowie eingeklebte zeitgenössische Kupferstiche. Den Datierungen zufolge ist das Buch 1575/76 entstanden.
In den Heilbronner Weinbüchlein wird berichtet, dass Vogler beim Lustschießen in Stuttgart am 6. Juni 1580 einen Ochsen als Preis gewann. Vogler hat diesen Ochsen an seinem Haus in der Klostergasse 4 abbilden und mit einem längeren Reim ausschmücken lassen.

## Wappen
Ihre Verwandtschaft mit der Familie Speidel (Speidel ist ein anderer Begriff für Keil, die Familie Speidel führte auch Keile im Wappen) könnte der Grund dafür sein, dass auch auf dem Voglerschen Wappen drei Keile bzw. Speidel bei den gekreuzten Äxten zu sehen sind. Äxte und Spaltkeile dürften auch auf das Einkommen des Speidelschen bzw. Voglerschen Geschlechts hinweisen.